# Wilder Mosquera
Wilder Mosquera (Apartadó, Antioquia, Colombia; 21 de enero de 1985) es un exfutbolista colombiano. Actualmente es asistente técnico de Patriotas de Boyáca colombiana.
Es hermano del exfutbolista Aquivaldo Mosquera.

## Clubes
| Club                | País                | Año                 | Partidos |
| ------------------- | ------------------- | ------------------- | -------- |
| Centauros           | Colombia            | 2006                | 1        |
| Leones              | Colombia            | 2006 - 2007         | 23       |
| Centauros           | Colombia            | 2007 - 2008         | 31       |
| Envigado F. C.      | Colombia            | 2009                | 0        |
| Leones              | Colombia            | 2010 - 2013         | 110      |
| Cúcuta Deportivo    | Colombia            | 2014 - 2015         | 46       |
| Jaguares de Córdoba | Colombia            | 2015 - 2018         | 75       |
| Real Cartagena      | Colombia            | 2019                | 20       |
| Atlético Huila      | Colombia            | 2019 - 2022         | 18       |
| Cúcuta Deportivo    | Colombia            | Presente            |          |
| Total en su carrera | Total en su carrera | Total en su carrera | 307      |

## Palmarés

### Campeonatos nacionales
| Título    | Club           | País     | Año  |
| --------- | -------------- | -------- | ---- |
| Primera B | Atlético Huila | Colombia | 2020 |